# Poggio d'Oletta
Poggio d'Oletta (in francese Poggio-d'Oletta, in corso U Poghju d'Oletta) è un comune francese di 218 abitanti situato nel dipartimento dell'Alta Corsica nella regione della Corsica.

## Società

### Evoluzione demografica
Abitanti censiti